# Безкрайната градина
Безкрайната градина“ е български игрален филм от 2017 година на режисьора Галин Стоев. Сценаристи са Галин Стоев и Яна Борисова. Оператори на филма са Борис Мисирков и Георги Богданов. Музиката е на Саша Карлсон.
По мотиви от пиесата „Приятнострашно“ на Яна Борисова.

## Сюжет
Внимание:  Текстът по-долу разкрива сюжета на произведението (или части от него)!
На пръв поглед Филип е постигнал всичко: успешна кариера, луксозен дом и красива приятелка. Той продължава да се грижи за брат си Виктор години след смъртта на родителите им. Виктор помага на Ема в нейния цветарски магазин, където тяизцяло се е посветила на създаването на мистична градина. Филип се влюбва в нея и осъзнава, че никога дотогава не се е чувствал толкова жив и истински. Но Виктор също влюбен в момичето. Изправен пред неумолимостта на избора, Филип се сблъсква с една отдавна забравена болка. .

## Актьорски състав
| Роля                         | Изпълнител         |
| ---------------------------- | ------------------ |
| Филип                        | Мартин Димитров    |
| Ема                          | Елица Матева       |
| Виктор                       | Димитър Николов    |
| Соня                         | Глория Петкова     |
| Едмонд Гарабедян             | Никола Анастасов   |
| кмета                        | Емил Емилов        |
| работник от чистотата        | Цветелин Павлов    |
| концесионера                 | Йосиф Шаман        |
| Соня                         | Глория Петкова     |
| Гарабедян                    | Никола Анастасов   |
| тенор от хора на Гарабедян   | Александър Баранов |
| тенор от хора на Гарабедян   | Андрей Захариев    |
| тенор от хора на Гарабедян   | Георги Еленков     |
| баритон от хора на Гарабедян | Георги Къркеланов  |
| баритон от хора на Гарабедян | Димитър Стоянов    |
| бас от хора на Гарабедян     | Георги Еленков     |
| бас от хора на Гарабедян     | Пламен Бейков      |
| клиента                      | Юлиан Периклиев    |
| тенор от хора на Гарабедян   | Вежен Велчовски    |
| корепетиторката              | Рут Рафаилова      |
| самозапалилия се             | Валентин Йорданов  |
| графити артиста              | Кристиан Леков     |
| звукоинженера                | Иван Бошев         |
| възрастна чистачка           | Донка Желева       |
|                              | кучето Арчи        |

## Награди
- „Наградата на Съюза на българските филмови дейци“ от фестивала „Любовта е лудост“ (Варна, 2018)